# Choi Kyung-sun
Choi Kyung-sun (koreanisch 최경선; * 16. März 1992) ist eine südkoreanische Leichtathletin, die sich auf den Langstreckenlauf spezialisiert hat.

## Sportliche Laufbahn
Erste internationale Erfahrungen sammelte Choi Kyung-sun bei den Weltmeisterschaften 2017 in London, für die sie sich mit dem achten Platz beim Daegu-Marathon im April 2017 qualifizierte. Sie erreichte das Ziel nach 2:45:46 h und belegte damit Platz 54. 2018 nahm sie erstmals an den Asienspielen in Jakarta teil und wurde dort nach der nachträglichen Disqualifikation der vor ihr eingelaufenen Nordkoreanerin Kim Hye-song in 2:37:49 h Dritte im Marathonlauf. 2019 siegte sie bei zwei Halbmarathonläufen in Südkorea, wurde in 2:29:06 h Dritte beim Daegu-Marathon und siegte dann in 2:32:26 h bei den National Sports Games. Im Jahr darauf wurde sie beim 1:08:35 h Dritte beim Kagawa Marugame International Half Marathon und 2021 gelangte sie bei den Olympischen Spielen nach 2:25:33 h auf Rang 34. 2023 belegte sie bei den Asienspielen in Hangzhou in 2:31:52 h den sechsten Platz.

## Persönliche Bestleistungen
- 5000 Meter: 15:52,51 min, 6. Juli 2019 in Chitose
- 10.000 Meter: 32:46,20 min, 9. Juli 2019 in Fukagawa
- Halbmarathon: 1:08:35 h, 2. Februar 2020 in Marugame (südkoreanischer Rekord)
- Marathon: 2:28:49 h, 2. April 2023 in Daegu